# Thalassaphorura encarpata
Thalassaphorura encarpata is een springstaartensoort uit de familie van de Onychiuridae. De wetenschappelijke naam van de soort is voor het eerst geldig gepubliceerd in 1931 door Denis.